# Râul Vămășoaia
Râul Vămășoaia este un curs de apă, afluent al râului Bahlui. 
Râul Vămășoaia are o lungime de 12 km și o suprafață a bazinului de 35 km².  Râul Vămășoaia izvorăște din comuna Bârnova, după care traversează cartierul Bucium din munincipiul Iași, vărsându-se în final în râul Bahlui în zona comunei Tomești. Principalii afluenți ai râului Vămășoaia sunt de pe partea stângă, râul Doi Peri,  iar de pe partea dreaptă, râul Vlădiceni.